# NGC 3420
NGC 3420 est une galaxie spirale barrée située dans la constellation de l'Hydre. NGC 3420 a été découverte par l'astronome américain Francis Leavenworth en 1886.

## Caractéristiques
NGC 3420 présente une large raie HI.

### Distance
Sa vitesse par rapport au fond diffus cosmologique est de 6 361 ± 39 km/s, ce qui correspond à une distance de Hubble de 93,8 ± 6,6 Mpc (∼306 millions d'al)

### Brillance de surface
En raison d'une brillance de surface égale à 14,19 mag/am2, on peut qualifier NGC 3420 de galaxie à faible brillance de surface (LSB en anglais pour low surface brightness). Les galaxies LSB sont des galaxies diffuses (D) avec une brillance de surface inférieure de moins d'une magnitude à celle du ciel nocturne ambiant.